# Elke M. Geenen
Elke Monika Geenen (* 1954) ist eine deutsche Soziologin und Unternehmensberaterin.

## Leben
Nach ihrem Abitur in Düsseldorf und Abschluss ihres Universitätsdiploms in Geologie (Dipl.-Geol.) studierte sie Soziologie, Psychologie und Geophysik. Drittmittel-Projekte über Chancengleichheit, Kinderbetreuung, Frauen in Wissenschaft und Verwaltung folgten. Ihre soziologische Dissertation behandelt Erdbebenprobleme, insbesondere das Technology Assessment möglicher innovativer Frühwarnsysteme am Beispiel der Türkei.
Sie war wissenschaftliche Mitarbeiterin und Hochschulassistentin am Institut für Soziologie der Universität Kiel. Mit einer Abhandlung über die Soziologie des Fremden wurde sie von der Wirtschafts- und Sozialwissenschaftlichen Fakultät der Universität Kiel habilitiert, erhielt die Venia Legendi für Soziologie und lehrte als Privat-Dozentin an der Universität Kiel. Sie gründete und leitet das Institut für Sozioökonomische und Kulturelle Internationale Analyse (ISOKIA), ein wissenschaftliches Forschungs- und Beratungsinstitut.

## Arbeitsgebiete
Schwerpunkte ihrer Forschung sind u. a. Risiko- und Katastrophensoziologie, Modernisierung, Soziologie des Fremden, Zivilisationstheorie, Kulturtheorie, Systemtheorie und Gender-Forschung.

## Publikationen (Auswahl)
- Blockierte Karrieren. Frauen in der Hochschule, Leske + Budrich, Opladen 1994. ISBN 3-810012084
- Soziologie der Prognose von Erdbeben. Katastrophensoziologisches Technology Assessment am Beispiel der Türkei, Duncker & Humblot, Berlin 1995. ISBN 3-428083768
- Soziologie des Fremden. Ein gesellschaftstheoretischer Entwurf, Leske + Budrich, Opladen 2002. ISBN 978-3810035998
- Qualifikation und Arbeitsmarkt in Schleswig-Holstein und Hamburg. Aktuelle und künftige Potenziale und Engpässe. Handlungsbedarf für Arbeitsmarkt- und Bildungspolitik, hrsg. von der Technologiestiftung Schleswig-Holstein, Kiel 2004 (mit Johannes Bröcker, Christian Fischer und Hayo Herrmann).
- Bevölkerungsverhalten und Möglichkeiten des Krisenmanagements und Katastrophenmanagements in multikulturellen Gesellschaften. Hrsg. vom Bundesamt für Bevölkerungsschutz und Katastrophenhilfe, Bonn 2010. ISBN 978-3939347262

Außerdem veröffentlichte sie Aufsätze in Sammelwerken und Beiträge in Fachwörter- und Handbüchern zur Soziologie, u. a.
- Akademische Karrieren von Frauen an wissenschaftlichen Hochschulen, in: Beate Krais (Hrsg.), Wissenschaftskultur und Geschlechterordnung. Über die verborgenen Mechanismen männlicher Dominanz in der akademischen Welt, Campus Verlag, Frankfurt am Main, New York 2000, S. 83–105.
- Stichworte Begleitforschung, Druckgruppe, Emergenz, Empathie, Integration, Literatursoziologie, Proletariat, Vereinigung, freiwillige, in: Günter Endruweit und Gisela Trommsdorf (Hrsg.), Wörterbuch der Soziologie, 2., völlig neu berarb. Aufl., UTB Lucius und Lucius, Stuttgart 2002.
- Entsetzliche soziale Prozesse. Theoretische und empirische Annäherungen, Lit-Verlag, Münster, Hamburg, Berlin, London 2003 (hrsg. mit Lars Clausen und Elisio Macamo).
- Warnung der Bevölkerung, in: Gefahren und Warnung. Drei Beiträge, hrsg. von der Schutzkommission beim Bundesminister des Innern. Schriften der Schutzkommission. Band 1, Bonn 2009, S. 59–102.
- On the Current Occasion: Panic and Panic Myth, in: Disaster & Social Crisis Research Network Electronic Newsletter N°. 43, December 2010 – March 2011, S. 12–13.[4]